# Kunihiro Shibazaki
Kunihiro Shibazaki (柴崎 邦博 Shibazaki Kunihiro?), född 1 april 1985 i Tokyo prefektur, är en japansk fotbollsspelare.
Shibazaki började sin karriär 2007 i Omiya Ardija. 2008 flyttade han till Tochigi SC. Han spelade 55 ligamatcher för klubben. Han avslutade karriären 2014.